# محمية الأرض البيضاء

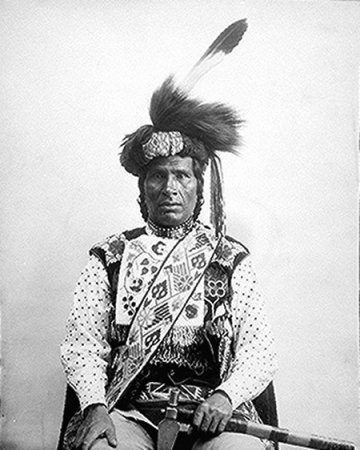

محمية الأرض البيضاء هي موطن فرقة الأرض البيضاء، التي تقع في شمال غرب ولاية مينيسوتا. هذا هو أكبر التحفظ الهندي في تلك الدولة عن طريق مساحة الأرض. يشمل الحجز جميع مقاطعة ماهنومين، بالإضافة إلى أجزاء من مقاطعتي بيكر وكلير ووتر في الجزء الشمالي الغربي من الولاية، على طول أنهار الأرز البري والأبيض. إنه على بعد حوالى 225 ميلا (362 كم) من مينيابوليس - سانت. بول ومسافة 65 ميلاً تقريبًا (105 كم) من فارجو-مورهيد.
غالبًا ما يفضل أعضاء المجتمع تحديد هوية أنيشينابي أو أوجبوي (بلغتهم) بدلاً من شيبيوا، وهو فساد من أوجيبوي الذي تم استخدامه من قبل المستوطنين الأوروبيين للإشارة إليهم. وتبلغ مساحة أرض الحجز 1.093 ميل مربع (2831 كم 2)، وكان عدد سكانها 9192 في عام 2000. الأرض البيضاء للحجز الهندي هي واحدة من ستة فرق تشكل قبيلة مينيسوتا تشيبيوا، وهي الهيئة الإدارية للاحتياجات الإدارية الرئيسية. تصدر الفرقة لوحات ترخيص الحجز الخاصة بها للمركبات.
تم إنشاء محمية الأرض البيضاء في 19 مارس 1867، أثناء توقيع معاهدة في واشنطن العاصمة. اجتمع عشرة من رؤساء اوجيبوي الهنود مع الرئيس اندرو جونسون في البيت الابيض للتفاوض حول المعاهدة. كان رؤساء Wabanquot (White Cloud)، و Gull Lake Mississippi Chippewa ، و Fine Day ، من الهنود القابل للإزالة في Mille Lacs ، من بين أول من تحرك مع أتباعهم إلى White Earth في عام 1868.
يغطي الحجز في الأصل 1300 ميل مربع (3400 كيلومتر مربع). تم بيع جزء كبير من أراضي المجتمع بشكل غير لائق أو تم الاستيلاء عليه من قبل مصالح خارجية، بما في ذلك الحكومة الفيدرالية الأمريكية، في أواخر القرن التاسع عشر وأوائل القرن العشرين. ووفقاً لقانون Dawes لعام 1887، كان من المقرر تخصيص الأرض المشتركة للأُسَر الفردية المسجلة في القوائم القبلية، للزراعة في زراعة الكفاف. بموجب القانون، أعلن الباقي الفائض والمتاحة للبيع لغير الأميركيين الأصليين. كان قانون نيلسون لعام 1889 قانونًا طبيعيًا ساعد على تقسيم الأرض وبيعها لغير المواطنين. في النصف الثاني من القرن العشرين، رتبت الحكومة الفيدرالية نقل ملكية أراضي الدولة والمقاطعة إلى الحجز كتعويض عن الممتلكات الأخرى التي فقدت.
في عام 1989، قامت وينونا لادوك بتشكيل مشروع استرداد الأرض البيضاء، الذي كان يكتسب ببطء الأراضي المملوكة بشكل خاص ليضيف مرة أخرى إلى قيمة 501c3 غير الربحية لاستخدامها كضمانات. في ذلك الوقت، كان أقل من 10 ٪ من الأراضي داخل حدود التحفظ مملوكة لأفراد القبائل.تدير حكومة فرقة الأرض البيضاء كازينو Shooting Star والفندق ومركز الأحداث في Mahnomen بولاية مينيسوتا. يعمل في مجمع الترفيه والقمار أكثر من 1000 من الموظفين القبلية وغير القبلية، مع موقع جديد في باجلي، مينيسوتا.